# بضع اللهاة
بَضْعُ اللَّهاة أو بَضْعُ العِنَبَة أو بَتْرُ العِنَبَة (بالإنجليزية: uvulotomy أو staphylotomy)‏ هو أيّ عمليَّة قطع تُطَبَّق على اللَّهاة.
استعمل الإجراء في طب العصور الوسطى الأوروبيّ، فقد نَزَف النرويجيّ إيركر هاكونارسون (Eiríkr Hákonarson) حتَّى الموت بعد إجراءه هكذا عمليَّة.
يوظَّف بضع اللَّهاة في الطب التقليدي في إقليم تيغراي.
في القرن التاسع عشر، أصبح بضع اللَّهاة يستعمل لمعالجة الشَّخير. (انظر رَأْبُ الحَنَكِ والبُلْعوم واللَّهاة)
رمزها في المُصطلحات الإجرائيَّة الحاليَّة م.إ.ح (CPT) لعام 2009 هو « 42140, Uvulectomy».